# Luisa Fernandez
Luisa Fernandez (Vigo, 14 augustus 1961) is een Spaanse zangeres.

## Levensloop en carrière
Fernandez werd ontdekt in 1977 in een talentenjacht. In 1978 bracht ze haar eerste hit Lay Love on You uit. Even later volgde de opvolger Give Love a Second Chance. Fernandez huwde met de Duitse zanger en producer Peter Kent en ging in Duitsland wonen.

## Discografie
| Single met hitnotering(en) in de Vlaamse Ultratop 50 | Datum van verschijnen | Datum van binnenkomst | Hoogste positie | Aantal weken | Opmerkingen |
| ---------------------------------------------------- | --------------------- | --------------------- | --------------- | ------------ | ----------- |
| Lay Love on You                                      | 1977                  | 27-05-1978            | 7               | 18           |             |
| Give Love a Second Chance                            | 1978                  | 19-08-1978            | 7               | 13           |             |
| Stop                                                 | 1978                  | 09-12-1978            | 25              | 2            |             |
| Solo Por Ti                                          | 1986                  | 10-01-1987            | 27              | 3            |             |

| Single met eventuele hitnotering(en) in de Nederlandse Top 40 | Datum van verschijnen | Datum van binnenkomst | Hoogste positie | Aantal weken | Opmerkingen |
| ------------------------------------------------------------- | --------------------- | --------------------- | --------------- | ------------ | ----------- |
| Lay Love on You                                               | 1977                  | 29-07-1978            | 4               | 14           |             |
| Give Love a Second Chance                                     | 1978                  | 07-10-1978            | 15              | 7            |             |
| Stop                                                          | 1978                  | 09-12-1978            | 40              | 2            |             |

### NPO Radio 2 Top 2000
Van Luisa Fernandez stond alleen Lay Love on You in 2000 in de NPO Radio 2 Top 2000, op plek 1447.
- Biblioteca Nacional de España: XX1521546
- Bibliothèque nationale de France: cb14035228g (data)
- Gemeinsame Normdatei: 13437200X
- International Standard Name Identifier: 0000 0000 5935 789X
- Library of Congress Control Number: n96015670
- MusicBrainz: e85ed93b-c1ca-4692-8293-1747e28a3ded
- Virtual International Authority File: 28790612
- WorldCat: E39PBJjMDBRCcgW6T39thWFxjC